# Игнатов, Николай Константинович (гигиенист)
Николай Константинович Игнатов (1870—1951) — российский и советский гигиенист, академик АМН СССР (1945), заслуженный деятель науки РСФСР (1940).

## Биография
В 1893 году — окончил медицинский факультет Московского университета, где в дальнейшем и работал до 1924 года, пройдя путь от лаборанта до профессора.
С 1912 года — заведующий кафедрой гигиены Московского женского медицинского института, реорганизованного затем в Высшую медицинскую школу, в 1924 году объединённую с медицинским факультетом 2-го МГУ (с 1930 года — 2-й ММИ).
В 1898 году — защитил докторскую диссертацию, тема: «К вопросу о подкрашивании солями меди растительных консервов».

## Научная деятельность
Автор свыше 120 научных трудов, посвященных проблемам общей и коммунальной гигиены, гигиены питания и школьной гигиены.
С 1899 по 1905 годы участвовал в работе по изысканию новых источников водоснабжения города Москвы и испытанию сооружений для очистки и обеззараживания воды. Результаты этих исследований были использованы для улучшения водоснабжения города.
Автор руководства для врачей и студентов «Методы санитарно-гигиенических исследований» (переиздавалось 5 раз) и «Питание детей всех возрастов» (переиздавалось 4 раза).
Под его руководством подготовлено около 20 кандидатских и докторских диссертаций.
Был редактором редотдела «Гигиена» в 1-м издании Большой Медицинской Энциклопедии, членом комитета питания АМН СССР.
Похоронен на Ваганьковском кладбище (3 уч.).

### Сочинения
- Питание детей всех возрастов. — 4-е изд. — М.—Л., 1931.
- Методы санитарно-гигиенических исследований. — 5-е изд. — М.—Л., 1938.

## Награды
- Орден Трудового Красного Знамени
- Заслуженный деятель науки РСФСР (1940)